# Gockowice
Gockowice [ɡɔʦkɔˈvʲiʦɛ] (deutsch Götzendorf) ist ein Dorf in der polnischen Woiwodschaft Pommern und gehört zur Landgemeinde Chojnice (Konitz) im Powiat Chojnicki (Kreis Konitz).

## Geographische Lage und Verkehrsanbindung
Gockowice liegt 13 Kilometer südöstlich der Stadt Chojnice (Konitz) am Nordwestufer des Jezioro Gockowickie in unmittelbarer Nähe zur Woiwodschaftsgrenze von Kujawien-Pommern. Das Dorf ist von der Woiwodschaftsstraße 240 über Silno (Frankenhagen) zu erreichen. Auch führt von Raciąż über Wysoka (Wittstock) eine Nebenstraße direkt nach Gockowice. Die nächste Bahnstation ist Silno an der Bahnstrecke von Chojnice über Tuchola (Tuchel) nach Działdowo (Soldau).

## Geschichte
Der Ort war bis 1908/10 ein Gutsbezirk und wurde dann in eine Landgemeinde umgewandelt. 1874 wurde das Dorf in den neu geschaffenen Amtsbezirk Lottyn (heute polnisch: Lotyń) eingegliedert, der zum Landkreis Konitz im Regierungsbezirk Marienwerder (Kwidzyn) in Westpreußen gehörte. Lottyn war auch Sitz des zuständigen Standesamtes, während das Amtsgericht in Konitz (Chojnice) war. Ab 1912 war Sternau (Sternowo) Sitz des Amtsbezirkes. Im Jahre 1920 kam Götzendorf bis 1939 mit dem Kreis Konitz zu Polen, danach wurde das Dorf zunächst in den Amtsbezirk Konitz-Land, ab 1944 in den Amtsbezirk Osterwick (Ostrowite) eingegliedert. In Folge des Zweiten Weltkrieges wurde Götzendorf wieder Polen zugeordnet und erhielt die landessprachliche Bezeichnung „Gockowice“. Das Dorf ist heute eine Ortschaft innerhalb der Stadt- und Landgemeinde Chojnice (Konitz) innerhalb des gleichnamigen Powiat Chojnicki in der Woiwodschaft Pommern (1975 bis 1998: Woiwodschaft Bydgoszcz (Bromberg)).

## Kirche

### Evangelisch
Bis 1920 bzw. 1945 waren die evangelischen Kirchenglieder Götzendorfs in das Kirchspiel Rittel (heute polnisch: Rytel) eingepfarrt. Heute liegt der Ort im Einzugsbereich der evangelisch-lutherischen Kirchengemeinde in Sępólno Krajeńskie (Zempelburg), einer Filialgemeinde der Pfarrei in Bydgoszcz (Bromberg) in der Diözese Pommern-Großpolen der Evangelisch-Augsburgischen Kirche in Polen.

### Katholisch
Die katholischen Einwohner Götzendorfs waren wie heute auch dieselben in Gockowice der Pfarrgemeinde in Osterwick resp. Ostrowite zugeordnet. Heute gehört sie zum Dekanat Rytel (Rittel) im Bistum Pelplin der Katholischen Kirche in Polen.